# انتفاضة أبريل 1876
انتفاضة أبريل (بالإنجليزية: April Uprising، بالبلغارية: Априлско въстание)، هو تمردٌ نُظِّم من قبل البلغاريين في الإمبراطورية العثمانية للفترة من أبريل إلى مايو 1876، والتي أدت بطريقةٍ غير مباشرة إلى إعادة إنشاء دولة بلغاريا في عام 1878. قُمع الثوار من قبل الجيش النظامي العثماني وعساكر باشبوزوق غير النظامية، ما أدى إلى سخطٍ شعبي في أوروبا ودفع الكثير من المفكرين المشهورين إلى إدانة الأعمال الوحشية للعثمانيين ودعم الشعب البلغاري المضطهد.
شملت انتفاضة 1876 تلك الأجزاء من الأراضي العثمانية التي يسكنها البلغاريون فقط. ارتبط انبثاق المشاعر الوطنية البلغارية ارتباطًا وثيقًا بإعادة تأسيس الكنيسة البلغارية الأرثوذكسية في عام 1870.

## خلفية
في أوروبا، وفي القرن الثامن عشر تحديدًا، تمثَّلت الدول اللاقومية بإمبراطوريات متعددة القوميات مثل الإمبراطورية العثمانية والإمبراطورية النمساوية المجرية، والتي يعود سكانها إلى أصول عرقية متعددة ويتكلمون لغات مختلفة. حظيت فكرة الدولة القومية بتركيز متزايد خلال القرن التاسع عشر، وانصب هذا التركيز بشكلٍ خاص على الأصول العرقية والإثنية للقوميات. كانت الدرجة التي استغلت بها الدول القومية استعمال الدولة كأداة للوحدة القومية في نواحي الحياة الاقتصادية والاجتماعية والثقافية هي السمة الأبرز لتلك الفكرة. بحلول القرن الثامن عشر، تأخر العثمانيون بصورة ملحوظة عن بقية أوروبا في مجالات العلوم والتكنلوجيا والصناعة. إضافةً إلى هذا، فقد عانى السكان البلغاريون من اضطهادٍ اجتماعي وسياسي تحت الحكم العثماني. كان للمشاكل الداخلية والخارجية الشديدة، التي عانت الإمبراطورية العثمانية منها خلال منتصف سبعينيات القرن الثامن عشر، أثرًا مباشرًا على زيادة التحشيد الشعبي مقارنةً بالثورات السابقة. في 1875، رُفعت الضرائب المفروضة على المواطنين غير المسلمين خوفًا من الدخول في حالةٍ من الإفلاس السيادي، ما ساهم في زيادة التوترات بين المسلمين والمسيحيين وساهمت في اندلاع الانتفاضة الهرسكية وانتفاضة ستارا زاغورا في بلغاريا. أظهر فشل العثمانيين في معالجة الثورة الهرسكية ضعف الدولة العثمانية وفُقدت مصداقيتها أمام دول العالم بسبب الأعمال الوحشية التي ارتكبتها بحق الثوار. في أواخر القرن التاسع عشر، تم تبني الأفكار القومية الأوروبية من النخبة البلغارية.

## التحضير
في نوفمبر 1875، اجتمع النشطاء التابعون للجنة الثورية المركزية البلغارية في مدينة جورجيو الرومانية وتوصلوا إلى أن الوضعية السياسية باتت مناسبة لقيام ثورةٍ عامة. تقرر البدء بالانتفاضة في شهر أبريل أو مايو من عام 1876. قُسّمت أراضي البلاد إلى خمسة مناطق ثورية واحتوت كل منطقةٍ منها على مركز وقائد خاص بها؛ إذ حُددت هذه المراكز بكل من مدينة فراتسا (بقيادة ستويان زايموف) ومدينة فيليكو ترنوفو (بقيادة ستيفان ستامبولوف) ومدينة سليفن (بقيادة هيلاريون دراغوستينوف) ومدينة بلوفديف (بقيادة بانايوت فولوف الذي تخلى عن منصبه لاحقًا لصالح مساعده جورجي بينكوفسكي) ومدينة صوفيا (بقيادة نيكولا أوبريتنوف). كدَّس الثوار الأسلحة والذخائر لوقتٍ طويل حتى أنهم صنعوا مدفعًا بدائيًا من خشب الكرز.
خلال التحضير للانتفاضة، تخلى المنظمون لها عن فكرة إقامة منطقة ثورية خامسة في مدينة صوفيا بسبب الأوضاع المزرية التي تعاني منها اللجان الثورية المحلية في تلك المنطقة ونقلوا مركز المنطقة الثورية الرابعة من مدينة بلوفديف إلى مدينة باناغيوريشته. في 14 أبريل 1876، أُقيم اجتماع عام للجان المنطقة الثورية الرابعة في بلدة أوبوريشته قرب مدينة باناغيوريشته لمناقشة الإعلان عن التمرد. مع ذلك، كشف أحد الأعضاء تفاصيل خطة الثورة للسلطات العثمانية. في 2 مايو (أو 20 أبريل حسب التواريخ قديمة الطراز) من عام 1876، حاولت السلطة العثمانية اعتقال تودور كابليشكوف، وهو قائد اللجنة الثورية المحلية في مدينة كوبريفشتيتسا. بدءًا من 17 أبريل 1876، تضمنت محاور اجتماعات اللجنة الثورية المركزية البلغارية، برئاسة جورجي بينكوفسكي، مناقشة كيفية الانتقام من السكان الأتراك والمسلمين المعارضين للانتفاضة في المناطق المختلطة. تضمنت هذه الاجراءات قتلهم وحرق عقاراتهم وبيوتهم ومصادرة ممتلكاتهم. من ناحية أخرى، حُمِي المسلمون الذين لم يُعارضوا الثورة بنفس الطريقة التي حُمي بها السكان البلغاريون. وافقت اللجنة أيضًا على إشعال الحرائق في القرى والمدن المعارضة. لا توجد أدلة على تنفيذ اللجنة لهذه الخطة.

## اندلاع الثورة وقمعها
تماشيًا مع القرارات المتخذة في بلدة أوبوريشته، وفي 20 أبريل 1876، هاجمت وحاصرت لجنة المتمردين المحليين مقر الشرطة العثمانية في مدينة كوبريفشتيتسا والمرؤوس من قبل نيسيب آغا. قُتل اثنان من ضباط الشرطة العثمانية على الأقل وأُجبر نيسيب آغا على الإفراج عن المتمردين البلغاريين المعتقلين. تمكن نيسيب آغا من الهروب من الحصار المفروض على المقر برفقة مجموعةٍ من الضباط المقربين منه. مع ذلك، فقد اضطر الثوار البلغاريون إلى الإعلان عن الانتفاضة قبل أسبوعين من الموعد المقرر لانطلاقها. خلال بضعة أيام، انتشرت الثورة في جميع مناطق جبال سريدنا غورا وفي عددٍ من القرى والمدن الواقعة ضمن سلسلة جبال رودوب. اندلعت الانتفاضة في المناطق الثورية الأخرى لكن على نطاق أضيق بكثير من المناطق الأخرى. انتفضت مناطق غابروفو وتريافنا وبافليكيني بأعدادٍ كبيرة، إضافة إلى العديد من القرى شمال وجنوب مدينة سليفن وقرب مدينة بيروفو (التي تُعرف حاليًا باسم مقدونيا الشمالية).
وفقًا لتقريرٍ حديثٍ صادرٍ عن والتر بارينغ، وهو أمين السفارة البريطانية في الإمبراطورية العثمانية، فلم يتأثر السكان المدنيون المسلمون كثيرًا جرّاء هذه الثورة. أثبت هذا بواسطة تقارير من يوجين شويلر وجيمس فريمان كلارك، إذ بينوا أن عددًا قليلًا جدًا من المسلمين المسالمين قُتلوا خلال هذه الثورة. قُبلت هذه التقارير من قبل المؤرخين المعاصرين؛ إذ أشار ريتشارد شانون إلى مقتل أقل من 200 من المسلمين وكان عددٌ قليلٌ جدًا منهم من غير المحاربين. في الواقع، ووفقًا للتقرير المُعد من قبل شويلر والصحفي الأمريكي جانواريوس ماكاهان، فلم تزعم الحكومة العثمانية مقتل أكثر من 500 مسلم، غالبيتهم من المُحاربين. ادعى المؤرخ الأمريكي جاستن مكارثي، الذي يُعتبر من المؤيدين للأتراك وكان عضوًا في مجلس إدارة معهد الدراسات التركية الممول من قبل الأتراك، ذبح أكثر من 1000 مسلم خلال الانتفاضات إضافةً إلى ترحيل عددٍ كبيرٍ منهم. يزعم المؤرخ ستانفورد جاي شو في كتابه «تاريخ الإمبراطورية العثمانية وتركيا المعاصرة»، الذي انتُقد بسبب معاناته من «انحيازٍ للقومية التركية»، أن عدد المسلمين الذين قُتلوا خلال انتفاضة أبريل يفوق عدد المسيحيين بكثير. وفقًا لباربرا يلافيتش، فقد صوحبت بداية انتفاضة أبريل بارتكاب مجزرة بحق المدنيين المسلمين (دون تحديد عدد القتلى في هذه المجزرة).
رد العثمانيون على الانتفاضة بشكل فوري وشديد. حشَّد العثمانيون كتائب من الجيش النظامي إضافةً إلى كتائب من قوات باشبوزق غير النظامية. هاجمت هذه القوات أوائل المدن المنتفضة في 25 أبريل. ارتكبت القوات التركية مجازر بحق السكان المدنيين، وتركزت هذه المجازر في كل من مدن باناغيوريشته وبيروشتيتسا وبراتسيغوفو وباتك. بحلول المنتصف من مايو، قُمعت الثورة بالكامل. كانت محاولة الشاعر خريستو بوتيف للقدوم إلى الثوار وإنقاذهم هي آخر أمل لمقاومة قمع الثوار، إذ قدم إليهم برفقة كتيبة من السياسيين البلغاريين المهاجرين المستقرين في رومانيا، والتي انتهت بهزيمة هذه الكتيبة ومقتل الشاعر بوتيف.
يُعد وصف المؤرخ يوجين شويلر من أكثر التقارير المعاصرة تفصيلًا لهذه الانتفاضة. بعد زيارته لبعضٍ من المواقع، نشر شويلر تقريره، مفصِّلًا فيه الانتهاكات المرتكبة خلال هذه الانتفاضة. أشار في تقريره إلى تدمير 85 قرية وتهديم خمسة أديرة ومقتل 15,000 ثائرٍ خلال الانتفاضة. يُشير المؤرخ الأمريكي ريتشارد ميلمان إلى زيارة شويلر شخصيًا لإحدى عشرة قريةٍ فقط من بين القرى التي ذكرها في تقريره. مع ذلك، فمن المؤكد زيارة شويلر لمدينة باتك إضافةً إلى العديد من المدن والقرى المدمرة الأخرى، ومن ضمنها بيروشتيتسا وباناغيوريشته. يزعم ميلمان أن المجازر كانت محض خرافة. يعتقد المؤرخون البلغاريون المعاصرون أن عدد القتلى البلغاريين كان قرابة 30,000 شخص. وفقًا لأرقام مستمدة من مصادر بريطانية وفرنسية، فقد تراوح عدد البلغاريين المدنيين الذين قُتلوا خلال الانتفاضة بين 12,000 إلى 15,000 شخصًا. أكَّد بعض الكُتّاب أن أعداد القتلى قد ضُخمت ووصلت إلى 100,00 قتيل ولم تُميز هذه الأرقام بين المسيحيين الأرثوذكسيين وبين المسلمين، إذ شُملت كِلتا الديانتين في هذه الإحصاءات المبالغ فيها.